# Studio Bind
Studio Bind Inc. (Nhật: 株式会社スタジオバインド Hepburn: Kabushiki gaisha Sutajio Baindo), là một hãng phim anime Nhật Bản được thành vào tháng 11 năm 2018 với tư cách là một công ty liên doanh của White Fox và Egg Firm.

## Lịch sử
Công ty được thành lập vào tháng 11 năm 2018 với tư cách là một công ty liên doanh giữa hãng phim White Fox và công ty sản xuất, lập kế hoạch và quản lý Egg Firm. Tác phẩm đầu tiên của hãng là Karakuri Circus ở tập 22 và 31, trong khi tác phẩm đầu mà hãng đảm nhiệm sản xuất chính là Mushoku Tensei, đã ra mắt vào năm 2021.

## Tác phẩm

### Truyền hình
| Tên                           | Đạo diễn       | Ngày khởi chiếu  | Ngày kết thúc chiếu | Số tập | Chú thích                                                    |
| ----------------------------- | -------------- | ---------------- | ------------------- | ------ | ------------------------------------------------------------ |
| Mushoku Tensei                | Okamoto Manabu | 1 tháng 11, 2021 | 19 tháng 12, 2021   | 23     | Dựa trên light novel của Rifujin na Magonote.                |
| Onii-chan wa Oshimai!         | Fujii Shingo   | 5 tháng 1, 2023  | 23 tháng 3, 2023    | 12     | Dựa trên manga của Nekotofu.                                 |
| Mushoku Tensei II             | Hirano Hiroki  | 3 tháng 7, 2023  | 1 tháng 7, 2024     | 24     | Mùa hai của Mushoku Tensei.                                  |
| Hana wa Saku, Shura no Gotoku | Uwano Ayumu    | tháng 1, 2025    | đang lên lịch       |        | Chuyển thể từ manga do Takeda Ayano viết và Musshu minh họa. |
| Ruri no Hōseki                | Fujii Shingo   | 2025             | đang lên lịch       |        | Chuyển thể từ manga của Shibuya Keiichirō.                   |

### OVA
| Tên                | Đạo diễn       | Ngày phát hành   | Số tập | Chú thích |
| ------------------ | -------------- | ---------------- | ------ | --- |
| Mushoku Tensei OVA | Okamoto Manabu | 16 tháng 3, 2022 | 1      | Tập phim không được chiếu trên truyền hình của của Mushoku Tensei; đóng gói trong bộ Blu-ray thứ bốn của anime. |